# Šenov
Šenov è una città della Repubblica Ceca, situata nel distretto di Ostrava-město nella Regione di Moravia-Slesia.